# Албак
Албак (рум. Albac) — коммуна в составе жудеца Алба (Румыния).

## Состав
В состав коммуны входят следующие населённые пункты:
- Албак (Albac)
- Бэрэшти (Bărăști)
- Будэешти (Budăiești)
- Чонешти (Cionești)
- Костешти (Costești)
- Дялу-Лэмэшой (Dealu Lămășoi)
- Деве (Deve)
- Дупэ-Плеше (După Pleșe)
- Фаца (Fața)
- Плешешти (Pleșești)
- Потионч (Potionci)
- Рогоз (Rogoz)
- Рошешти (Roșești)
- Русешти (Rusești)
- Соходол (Sohodol)
- Тамборешти (Tamborești)

## Население
Согласно переписи населения 2011 года, в коммуне проживало 2089 человек, 95,06 % которых были румынами.

## Достопримечательности
- Охраняемая природная территория «Кейле Албакулуй»
- Бюст Хория работы скульптора Ромулуса Лади (внесён в список исторических памятников жудеца Алба)